# Set Free (film 1918)
Set Free è un film muto del 1918 diretto da Tod Browning.

## Produzione
Il film fu prodotto dall'Universal Film Manufacturing Company (con il nome Bluebird Photoplays).
Durante le riprese, aveva come titolo di lavorazione Double Crossed e Romance for Roma.

## Distribuzione
Distribuito dall'Universal Film Manufacturing Company, il film uscì nelle sale cinematografiche USA il 9 dicembre 1918.